# Animorphs
Animorphs è una serie di libri per ragazzi della scrittrice statunitense K.A. Applegate.
La collana è composta da 54 libri (più varie storie addizionali), pubblicati negli Stati Uniti da Scholastic e in traduzione italiana da Arnoldo Mondadori Editore.

## Trama
Protagonisti della serie sono cinque ragazzi (Jake, Rachel, Cassie, Tobias e Marco) che fortuitamente scoprono che la Terra sta subendo una silenziosa invasione aliena da parte degli Yeerk, una razza di esseri simili a lumaconi che hanno la capacità di avvolgersi intorno al cervello delle altre razze per assumere il controllo del loro corpo, trasformandole in creature chiamate Controller. I cinque vengono avvertiti del pericolo da un altro alieno, un Andalita, che dona loro una portentosa tecnologia che consente ai ragazzi di trasformarsi in qualunque animale tocchino. Il potere ha un'importante limitazione: se non si inverte la metamorfosi entro due ore essa diventerà permanente.
I cinque protagonisti, a cui si aggiungerà anche Ax, fratello dell'Andalita che ha donato loro il potere della metamorfosi, decidono di autonominarsi "Animorph". Gli Animorph combattono gli Yeerk in incognito, senza mai rivelare il loro vero aspetto umano ai loro nemici che, per contro, si convincono di avere a che fare con banditi Andaliti, essendo questi ultimi ufficialmente l'unica specie in possesso del potere della metamorfosi.

## Personaggi

### Protagonisti
- Jake: è il capo degli Animorph. Anche se inizialmente è riluttante a svolgere questo ruolo cambia idea quando scopre che suo fratello Tom è un Controller. All'inizio della serie è l'unico tra i protagonisti ad avere già dei legami con tutti gli altri ed è l'Animorph che ricopre il ruolo di narratore nel maggior numero di volumi. Fin dal primo volume è innamorato di Cassie, che lo ricambia; il loro rapporto tuttavia finirà per corrodersi a causa della guerra. In battaglia assume di solito la forma di una tigre siberiana.
- Rachel: è la cugina di Jake. Rachel è attraente e amante dello shopping, e ha il sogno nel cassetto di diventare una ginnasta. Durante la guerra contro gli Yeerk sviluppa un'inaspettata indole aggressiva e violenta, che la porta spesso a ricevere il biasimo dei suoi amici. Nel corso della serie si fidanzerà con Tobias. Le sue metamorfosi da battaglia sono l'elefante africano e l'orso grizzly.
- Tobias: all'inizio della serie è un ragazzino orfano cresciuto da zii del tutto disinteressati a lui e spesso vittima dei bulli a scuola, cosa che ha minato enormemente la sua autostima. Ricevuto il potere della metamorfosi, è all'inizio il più entusiasta tra gli Animorph a prendere parte alla lotta contro gli Yeerk. Alla fine del primo volume Tobias rimane intrappolato nel corpo di un falco dalla coda rossa. Durante la serie, grazie all'intervento dell'Ellimist, Tobias riacquista il potere di trasformarsi, ma la sua forma naturale rimane quella del falco. Si fidanza in seguito con Rachel e diventa il migliore amico di Ax.
- Cassie: migliore amica di Rachel e in seguito fidanzata di Jake. A differenza di Rachel, Cassie non presta alcuna attenzione al suo aspetto e veste in modo molto trasandato. Figlia di due veterinari, Cassie è animata da un profondo amore verso la natura, ha una grande conoscenza del mondo animale ed è l'Animorph più abile nella metamorfosi. Ha un carattere estremamente empatico e pacifista e non sopporta essere costretta a lottare. La sua metamorfosi da battaglia è il lupo grigio.
- Marco: è il migliore amico di Jake. Apparentemente ha un carattere allegro e spiritoso, ma in più di una volta dimostra di avere un'indole spietata e calcolatrice. Inizialmente è contrario a combattere in prima persona contro gli Yeerk, sapendo la sua eventuale morte distruggerebbe definitivamente il padre, caduto in depressione dopo la morte della moglie. Scopre tuttavia che in realtà la madre non è morta, ma è il corpo ospite dello Yeerk Visser I, e questo evento cancellerà in lui ogni riluttanza a partecipare alla guerra. In battaglia assume di solito la forma di un gorilla.
- Aximili-Esgarrouth-Isthill (Ax): è il fratello di Elfangor, l'Andalita che ha donato agli altri Animorph il potere della metamorfosi. Ax finisce sulla Terra lo stesso giorno in cui il fratello muore. Durante la battaglia nello spazio tra le astronavi Yeerk e Andalite, Ax, che si trovava nella stessa nave da guerra con Elfangor, viene mandato in una navetta di salvataggio, essendo troppo giovane per combattere. Questa però viene colpita dagli Yeerk e precipita sulla Terra, in fondo all'oceano. Viene salvato dagli Animorph nel quarto volume della serie e diventa il sesto membro del gruppo. Sulla Terra, Ax vive nella foresta insieme a Tobias, del quale diventa il migliore amico. In battaglia raramente utilizza metamorfosi, essendo il suo corpo Andalita già di per sé adatto al combattimento.

### Personaggi Secondari

#### Umani
Numerosissimi, privi di difetti rilevanti, estremamente adattabili e facilmente conquistabili, gli umani sono l'unica razza rappresentante quella che gli Yeerk definiscono Classe Cinque, ossia la classe di alieni che racchiude gli ospiti perfetti. Fin dall'inizio della serie diventano inconsapevolmente vittime della silenziosa invasione Yeerk sulla Terra.
- Tom: è il fratello maggiore di Jake, un Controller.[1] All'inizio della serie il suo Yeerk è Temrash-Uno-Uno-Quattro che, dopo essere stato promosso, viene destinato a un corpo ospite più importante, ma, nel volume La cattura, durante una missione degli Animorph, finisce per prendere il controllo di Jake; successivamente Temrash viene ucciso dagli Animorph, mentre Tom riceve un altro Yeerk, di grado inferiore.[3] Questo Yeerk, nel volume Le reclute, ruba agli Animorph la Scatola Azzurra, fornendo ai suoi compagni il potere della metamorfosi.[4] A partire dal volume The Answer lo Yeerk che controlla Tom inizia a complottare contro Visser I, in modo da assumere il comando della Terra al posto suo.[5] Nell'ultimo libro Tom e il suo Yeerk vengono assassinati da Rachel dietro ordine di Jake.[6]
- Hedrick Chapman: Controller di alto rango, vicepreside della scuola dove studiano i protagonisti e corpo ospite dello Yeerk Iniss-Due-Due-Sei.[7] Nel corso della serie Visser III affida a Chapman numerosi incarichi importanti, primo tra tutti la gestione della Comunità, l'organizzazione apparentemente simile ai boy scout, in realtà volta alla recluta di nuovi ospiti volontari e non per gli Yeerk.[1]
- David: compare per la prima volta nel volume La scoperta. È un ragazzo che viene integrato tra gli Animorph dopo avere ritrovato il cubo della metamorfosi ed essere rimasto senza famiglia a causa degli Yeerk[8]. Inizialmente sembra essere entusiasta nella lotta contro gli Yeerk, ma in seguito tradisce i suoi compagni, prima cercando di ucciderli,[9] poi ricattandoli per avere la Scatola Azzurra indietro, che desidera usare per scopi personali. Restii ad assassinarlo, gli Animorph nel volume La Soluzione riescono a catturarlo e intrappolarlo nella metamorfosi da topo, per poi abbandonarlo su un isolotto in mezzo all'oceano.[10] Nel volume Il ritorno David stringe un patto con Crayak per vendicarsi degli Animorph, in modo particolare di Rachel. Nuovamente sconfitto, supplica Rachel di ucciderlo, piuttosto che riportarlo nell'isolotto, ma la decisione di Rachel non verrà mai rivelata.[11]
- Animorph ausiliari: ragazzi disabili che, nel volume Le reclute vengono reclutati tra gli Animorph in diversi ospedali e centri di riabilitazione dove i giovani adolescenti sono in trattamento per malattie croniche o per essere riabilitati fisicamente. La capacità di trasformarsi cura i corpi di alcuni di loro, eccetto coloro che erano disabili a causa di una malattia genetica.[4]

#### Andaliti
L'aspetto degli Andaliti è vagamente simile a quello di centauri dal pelo azzurro, con quattro zampe dotate di zoccoli e torso umanoide. Il loro volto è privo di bocca e il naso è rappresentato da due cavità. In cima alla testa hanno due antenne terminanti in ognuna in un occhio, che può essere orientato in qualunque direzione. Possiedono una coda terminante in una lama affilatissima che possono usare come arma. Non avendo la bocca si nutrono attraverso gli zoccoli e si esprimono telepaticamente. La loro tecnologia è molto più avanzata di quella umana e sono in grado di viaggiare a una velocità superiore a quella della luce. La loro società è militarizzata e patriarcale, e i gradi a cui ogni Andalita maschio ambisce sono quello di principe e di principe di guerra, raggiungibili grazie ai meriti ottenuti in battaglia. L'intera razza Andalita è inoltre soggetta al governo di un Gran Capo, che viene eletto dal popolo. Benché estremamente appetibili come corpi ospiti gli Andaliti sono virtualmente impossibili da sottomettere dagli Yeerk, data la loro tecnologia avanzata e la grande preparazione militare, e per questo sono classificati come razza aliena di Classe Quattro.
- Elfangor-Sirinial-Shamtul: è il principe Andalita che nel primo volume dona a Jake, Cassie, Rachel, Tobias e Marco il potere della metamorfosi, contravvenendo alle stesse leggi del suo pianeta, per poi essere assassinato da Visser III.[1] È il fratello maggiore di Ax e il padre di Tobias, dato che, come si scoprirà in seguito, in passato egli visse per un certo periodo sulla Terra in forma umana, finché l'Ellimist non lo strappò dalla sua esistenza umana e lo riportò a combattere contro gli Yeerk. A Elfangor è dedicato il volume speciale The Andalite Chronicles.[14]
- Alloran-Semitur-Corrass: è il corpo ospite di Visser III, nonché l'unico Andalita-Controller esistente. Alloran era un ufficiale sotto il comando del principe Seerow, che si ribellò al suo superiore dopo che gli Yeerk rubarono diverse navi Andalite grazie alla tecnologia donata loro da Seerow stesso. Anni dopo, essendo stato promosso al rango di principe di guerra, Alloran fu posto al comando delle forze Andalite mandate a combattere l'invasione Yeerk del pianeta Hork-Bajir. Purtroppo, la situazione disperata del pianeta portò Alloran a decidere per lo sterminio totale della razza Hork-Bajir, in un tentativo di impedire che diventassero schiavi degli Yeerk, rendendosi responsabile della morte di milioni di esseri senzienti, e inoltre senza riuscire a impedire che rimanessero abbastanza Hork-Bajir da costituire un pericoloso esercito al servizio degli Yeerk.[15] Alloran cadde successivamente in disgrazia e anni dopo, nel corso di una missione, si ritrovò infestato dallo Yeerk che sarebbe diventato Visser III.[14] Nel volume L'alieno, durante un tentativo di Ax di assassinare Visser III Alloran si ritrova momentaneamente libero dal proprio Yeerk, anche se gravemente indebolito dal veleno usato da Ax. Dopo avere inutilmente supplicato quest'ultimo di ucciderlo verrà ricatturato e nuovamente infestato.[13] Alloran viene infine liberato definitivamente nell'ultimo volume della saga.[6]
- Aldrea-Iskillion-Falan: Aldrea è la figlia del principe Seerow. Ha una personalità forte ed estremamente coraggiosa. La sua storia è narrata nel volume speciale The Hork-Bajir Chronicles. Quando suo padre Seerow diede la tecnologia avanzata agli Yeerk, dando inizio all'invasione Yeerk in altri pianeti, la famiglia di Aldrea cadde in disgrazia e venne inviata sul pianeta degli Hork-Bajir. Qui Aldrea legò con un Hork-Bajir insolitamente intelligente chiamato Dak Hamee. Ottenuta la capacità di trasformarsi, si unì alla guerra contro gli Yeerk, dopo che la propria famiglia fu sterminata. Durante la guerra rimase accidentalmente intrappolata nella metamorfosi da Hork-Bajir, ma ciò finì per rafforzare il legame con Dak, che sposò, generando un figlio che chiamarono Seerow.[15] Nonostante i loro sforzi Aldrea e Dak rimasero alla fine uccisi e Seerow fu catturato e infestato dagli Yeerk. Nel volume La profezia i ricordi e la personalità di Aldrea vengono impiantati nel cervello di Cassie, permettendo ad Aldrea di tornare temporaneamente, per potere partecipare a una missione sul pianeta degli Hork-Bajir.[16]

#### Yeerk
Gli Yeerk sono parassiti simili a grossi lumaconi grigi, in grado di introdursi nel cervello di creature senzienti passando per il canale auricolare, andando a costituire esseri denominati Controller. Una volta nel cervello dell'ospite, uno Yeerk è in grado di manovrare quel corpo a proprio piacimento, nonché leggere ogni pensiero e ricordo dell'ospite, che per contro rimane perfettamente cosciente, ma del tutto in balia del potere dello Yeerk. Ogni tre giorni uno Yeerk deve comunque uscire dal corpo ospite e andare a gettarsi nella Vasca Yeerk, un enorme lago torbido e limaccioso, in cui assorbe le radiazioni di una riproduzione del loro sole, denominata Kandrona; in caso contrario lo Yeerk muore di inedia. Al loro stato naturale gli Yeerk sono ciechi e il loro udito è limitato agli ultrasuoni, mentre in forma di Controller possono usufruire di tutti i sensi dell'ospite. Se il loro ospite viene ucciso, anche lo Yeerk al suo interno muore quasi all'istante. Ogni Yeerk nasce in una Vasca Yeerk, insieme a centinaia di fratelli e sorelle grazie al sacrificio di tre Yeerk che fondono il loro corpo in uno solo, il quale poi si frammenta in diversi pezzi detti larve, ognuna delle quali dà origine a uno Yeerk. Benché siano asessuati gli Yeerk hanno la tendenza a definire il proprio genere in base a quello del proprio ospite. In passato gli Yeerk furono un popolo pacifico, fino a quando il Principe Andalita Seerow non ebbe pietà di loro e donò loro tecnologie avanzate, permettendo loro di viaggiare nello spazio. Questo tuttavia causò la nascita negli Yeerk di sentimenti imperialisti che portarono alla sottomissione di numerose razze senzienti in tutto l'universo. All'inizio della saga gli Yeerk sono già nel pieno dell'invasione della Terra, perfettamente organizzati e con un'enorme Vasca Yeerk costruita sottoterra in corrispondenza di una scuola e di un centro commerciale. La società Yeerk è militarizzata e le cariche più importanti sono di tipo militare, ossia il sotto-Visser e il Visser, ognuno identificato da un numero che, in ordine decrescente ne definisce l'importanza. Al di sopra dei Visser vi è il Concilio dei Tredici, che comanda tutta quanta la razza Yeerk.
- Esplin-Nove-Quattro-Doppio-Sei: è lo Yeerk che nella maggior parte della serie detiene il rango di Visser III e che ha come mansione principale la gestione dell'invasione Yeerk sulla Terra. Compare sin dal primo episodio ed è assente in pochissimi volumi della saga. Fin dalla sua prima apparizione dimostra il suo carattere estremamente sadico e crudele, uccidendo in modo brutale il Principe Elfangor, poco dopo che questi aveva donato ai protagonisti il potere della metamorfosi.[1] Il suo corpo ospite è il Principe di Guerra Alloran-Semitur-Corras, cosa che rende Esplin l'unico Andalita-Controller esistente, nonché l'unico Yeerk in possesso della tecnologia della metamorfosi.[13] Dopo la morte di Visser I, Visser III viene promosso, diventando egli stesso il nuovo Visser I.[18] Alla fine della guerra, nell'ultimo volume, viene costretto a lasciare il corpo di Alloran e viene processato per crimini di guerra.[6]
- Edriss-Cinque-Sei-Due: è lo Yeerk che per la maggior parte della serie detiene il rango di Visser I, nonché lo Yeerk che controlla il corpo della madre di Marco, Eva. È stato lui a lanciare l'attacco alla Terra, e il suo rango tanto elevato, secondo solo al Concilio dei Tredici, è dovuto proprio all'avere scoperto gli umani, considerati dagli Yeerk gli ospiti perfetti. A Edriss è dedicato il volume speciale Visser, in cui si descrive la sua ascesa al potere e il suo successivo declino.[2] Nel volume La rivelazione Edriss, condannato a morte per inedia dagli stessi Yeerk, cercando di raggiungere la Vasca Yeerk esce dal corpo di Eva, ma ella lo strangola quasi a morte e Marco lo uccide schiacciandolo con un piede.[18]
- Aftran-Nove-Quattro-Due: Yeerk di basso rango, che compare per la prima volta del volume La partenza. In passato è stata un Gedd-Controller e poi Hork-Bajir-Controller. Durante tale periodo fu coinvolta in battaglie sanguinosissime che la sconvolsero al punto che, nella speranza di non dovere più combattere e uccidere, si offrì volontaria in una missione che comportava ricevere come corpo ospite una bambina umana di nome Karen. Tuttavia, anche quel corpo ospite costituì per Aftran un motivo di disagio, poiché avvertiva la sofferenza di quella bambina così piccola. Durante la sua prima apparizione, Aftran, nel corpo di Karen, riesce a smascherare Cassie sperando di consegnarla a Visser III, in modo da fruire della ricompensa. Ritrovatesi entrambe sperdute nella foresta, Aftran rimane colpita dall'altruismo e dal disprezzo per la violenza di Cassie e, alla fine, decide di liberare Karen e di non infestare mai più alcun ospite.[17] Nel volume La malattia viene messa sotto processo da Visser III, che ha intuito che ella conosce dei segreti circa i suoi nemici. Verrà tuttavia liberata da Cassie, e gli Animorph le doneranno il potere della metamorfosi, in modo che possa passare la vita come un nothlit con le sembianze di una megattera.[19]

#### Hork-Bajir
Gli Hork-Bajir hanno l'aspetto di rettili antropomorfi, alti circa tre metri e con lame affilatissime che gli spuntano da svariate parti del corpo che servono loro a staccare dagli alberi la corteccia, di cui si nutrono. Gli Hork-Bajir non sono il frutto di un processo evolutivo, bensì di una manipolazione genetica a opera degli Arn che, in seguito a una grande catastrofe sul loro pianeta che distrusse gran parte della vegetazione, decisero di dare vita a delle creature che si nutrissero di corteccia e per questo necessitassero di prendersi cura degli alberi, assicurandosi che fossero abbastanza intelligenti per svolgere il loro ruolo, ma non abbastanza da eguagliare i loro creatori. Tuttavia esistono alcuni Hork-Bajir, denominati “veggenti”, che hanno un'intelligenza molto superiore a quella di un Hork-Bajir medio, e per questo spesso diventano dei capi per gli altri Hork-Bajir. Quando gli Yeerk, desiderosi di avere dei corpi ospiti potenzialmente tanto pericolosi, attaccarono il pianeta degli Arn e degli Hork-Bajir, gli Andaliti rilasciarono un virus che sterminò gran parte degli Hork-Bajir, ma ne rimasero comunque abbastanza da fornire agli Yeerk un pericolosissimo esercito. A partire dal volume La trasformazione, grazie agli Animorph e all'Ellimist, inizia il processo che porterà alla liberazione di numerosi Hork-Bajir, fino alla formazione di una vera e propria colonia. Gli Hork-Bajir sono considerati dagli Yeerk una specie aliena di Classe Tre, ovvero una specie in grado di fornire corpi ospiti potenti, ma poco numerosi e di difficile mantenimento.
- Jara Hamee: figlio di Seerow Hamee e nipote di Aldrea-Iskillion-Falan, è un Hork-Bajir nato in schiavitù, ma grazie all'intervento dell'Ellimist e degli Animorph riesce a liberarsi del giogo degli Yeerk insieme a sua moglie, diventando così i primi Hork-Bajir liberi dopo decenni.[20] A differenza del nonno e del padre Jara possiede la tipica intelligenza limitata degli Hork-Bajir. Si unisce, in seguito, alla guerra contro gli Yeerk, ma rimane ucciso nell'ultimo libro della saga.[6]
- Ket Halpak: moglie di Jara Hamee. Dopo essere comparsa per la prima volta insieme al marito nel volume La trasformazione, fa rare apparizioni nel corso della serie.[20]
- Toby Hamee: figlia di Jara Hamee e Ket Halpak, è la prima Hork-Bajir nata libera, dopo la riduzione in schiavitù degli Hork-Bajir a opera degli Yeerk. Essendo una “veggente”, ossia un Hork-Bajir con un'elevata intelligenza, come i suoi antenati Seerow e Dak, Toby diventerà una sorta di capo per gli Hork-Bajir liberi, quando questi, nel corso della serie diventeranno sempre più numerosi. Il suo nome è un tributo a Tobias, che più degli altri Animorph è stato determinante nella liberazione dei suoi genitori.[15][21]

#### Taxxon
I Taxxon hanno le fattezze di enormi vermi, con quattro occhi rossi e una bocca circolare contornata da denti affilatissimi. Benché senzienti, i Taxxon sul proprio pianeta non costituirono mai una vera civiltà, a causa della loro terribile fame che li portava a divorarsi tra loro. L'unica autorità a cui i Taxxon sul loro pianeta natale obbedivano era una piccola montagna rossa, senziente e dotata di parola, chiamata "Alveare Vivente". Dietro la promessa di frequenti prede da divorare, gran parte dei Taxxon lasciarono che gli Yeerk li riducessero a Controller, nonostante gli ordini contrari dell'Alveare Vivente. Tuttavia, nel penultimo libro della saga, convinti da Arbon, un Andalita rimasto intrappolato nella metamorfosi da Taxxon, decidono di tradire gli Yeerk e schierarsi con gli Animorph, dietro la promessa di ricevere il potere della metamorfosi e potere vivere come nothlit nel corpo di anaconde, liberandosi per sempre della loro fame. Gli Yeerk classificano i Taxxon come specie aliena di Classe Due, cioè una specie che può fornire ospiti che presentano dei gravi difetti.

#### Pemaliti e Chee
I Pemaliti furono una razza estremamente progredita sia tecnologicamente che culturalmente, al punto da avere perso qualsiasi propensione alla violenza. Il loro aspetto era vagamente simile a dei cani bipedi. Loro creazione erano i Chee, una versione robotica di loro stessi che essi usavano come giocattoli. Quando la razza degli Ululanti giunse sul loro pianeta e li attaccò, i Pemaliti, essendo estranei a ogni forma di violenza, non ebbero modo di difendersi, e i Chee, benché potentissimi, non poterono proteggerli, in quanto programmati anch'essi alla non-violenza. Tutti i Pemaliti morirono, mentre i Chee riuscirono a fuggire dal loro pianeta e rifugiarsi sulla Terra dove, nel corso dei secoli, si nascosero tra gli umani emettendo ologrammi che li facevano sembrare umani essi stessi. Appena giunti sulla Terra, inoltre, impiantarono l'“essenza” dei Pemaliti in alcuni lupi, creando i cani. Una volta iniziata l'invasione Yeerk sulla Terra, intenzionati a proteggere gli umani e, soprattutto, i cani, i Chee si infiltrano tra i Controller e diventano spie per conto degli Animorph.
- Erek King: è il Chee più di tutti nel corso della saga interagisce con gli Animorph, in quanto, al momento, la sua identità fittizia è quella di un ragazzo loro coetaneo. Compare per la prima volta nel volume L'androide, quando chiede agli Animorph di rubare agli Yeerk il Cristallo Pemalita, un piccolo, ma potentissimo computer in grado di riscrivere il programma dei Chee e liberarli della loro inibizione alla violenza. Quando, recuperato il Cristallo, gli Animorph si ritrovano circondati da decine di Controller e in procinto di essere uccisi, Erek riesce a impossessarsi del Cristallo e a riscrivere il proprio programma, uccidendo tutti i Controller e salvando gli Animorph da morte certa. Tuttavia, inorridito dalle decine di morti che ha causato, decide di ripristinare il programma originario e ristabilire il blocco alla violenza.[22] Successivamente comparirà nel corso della saga numerose volte, ma solo fornendo informazioni agli Animorph. Negli ultimi due episodi, comunque, il rapporto amichevole con i protagonisti verrà distrutto, quando Jake lo costringe ad aiutarli in una missione che comporta la morte di migliaia di Yeerk, mettendolo di fronte alla decisione di aiutarli o lasciare che essi uccidano un Terrestre-Controller di fronte ai suoi occhi.[5][6]
- Signor King: è il Chee che recita la parte del padre di Erek.[22] Compare più raramente del “figlio”, ma sempre svolgendo le stesse mansioni di spia per conto degli Animorph.[12]

#### Ellimist
Entità misteriosa estremamente progredita ed evoluta, apparentemente priva di corpo, capace di manipolare il tempo, fare comparire e scomparire interi mondi e molto altro, per quanto egli affermi di dare agli umani l'impressione di essere onnipotente solo perché hanno una prospettiva limitata. Compare diverse volte nella serie offrendo degli aiuti agli Animorph, ma sempre cercando di dare l'impressione di non interferire mai con lo svolgersi degli eventi sulla Terra. Tra le sue azioni più significative nel corso della saga vi è la restituzione del potere della metamorfosi a Tobias e l'aiuto nella creazione della colonia degli Hork-Bajir liberi. All'Ellimist è dedicato il volume speciale The Ellimist Chronicles.

#### Crayak
Creatura malevola, più potente dell'Ellimist e suo acerrimo nemico. Il sogno di Crayak è mettere ogni specie senziente dell'universo l'una contro l'altra, fino a quando non ne rimarrà soltanto una, dominata da lui stesso. Non potendo lottare direttamente con l'Ellimist, perché questo causerebbe la distruzione di gran parte dell'universo, entrambi hanno concordato a usare varie specie come pedine, nel tentativo di sabotare l'uno i piani dell'altro. A differenza dell'Ellimist, Crayak ha un corpo ben riconoscibile, caratterizzato da un enorme occhio rosso, collegato a un corpo serpentiforme in parte organico, in parte meccanico. Crayak compare per la prima volta nel volume La cattura durante una visione di Jake, ma viene presentato esplicitamente solo venti libri dopo, nel volume L'attacco.

#### Altre specie
- Arn: si tratta della specie che creò gli Hork-Bajir. Possiedono quattro arti inferiori, due braccia, due piccole ali, la pelle verde e due occhi grossi e luminosi. La loro tecnologia era appena superiore a quella terrestre, eccezion fatta per ciò che concerneva l'ingegneria genetica, nella quale non avevano eguali. Quando il loro pianeta fu assalito dagli Yeerk, in gran parte gli Arn furono sterminati e, nel volume La profezia, viene rivelato che un solo Arn, Quafijinivon, è ancora in vita e peraltro prossimo a morire di vecchiaia.[16]
- Drode: si tratta di una specie rappresentata da un unico individuo. Il Drode è un essere estremamente meschino e dispettoso, nonché braccio destro di Crayak. Il suo aspetto è vagamente simile a quello di un piccolo dinosauro con una testa umanoide. Il Drode ha il potere di creare illusioni, con cui può confondere e manipolare i nemici di Crayak.[11][26]
- Gedd: sono creature simili a scimmie, deboli, poco intelligenti e dai sensi poco sviluppati che, per millenni, sono stati i principali corpi ospiti degli Yeerk sul loro pianeta natale.[3] Come i Taxxon sono considerati dagli Yeerk una specie di Classe Due.[2]
- Helmacron: sono creature alte circa due millimetri, dotate di quattro arti inferiori, due arti superiori e la testa a forma di piramide rovesciata, con due occhi simili a biglie che spuntano in cima a essa e una bocca dotata di zanne laterali ricurve. Come gli Andaliti, gli Helmacron comunicano telepaticamente. Nella loro società, le femmine sono gli unici individui liberi, mentre i maschi, più piccoli e meno aggressivi, sono costretti alla schiavitù. Altra caratteristica peculiare della società Helmacron, è che nessuno di essi può raggiungere ruoli importanti, ad esempio diventare capitano di una nave, da vivo, in quanto non è tollerato che un'autorità possa commettere errori. Perciò i loro capi sono tutti cadaveri di femmine Helmacron che vengono onorati alla stregua di idoli, mentre il resto degli Helmacron sembra perfettamente in grado di fare funzionare la loro società autonomamente, senza il bisogno di direttive impartite dall'alto. Gli Helmacron cercano inutilmente di attaccare e conquistare la Terra nei volumi L'astronave e Il viaggio, venendo fermati dagli Animorph.[27][28]
- Iskoort: compaiono solo nel volume L'attacco. Gli Iskoort sono composti da due creature distinte: un corpo esterno chiamato Isk e uno interno denominato Yoort, molto simile agli Yeerk. In passato, alla stregua degli Yeerk, gli Yoort attaccarono diverse specie senzienti allo scopo di rubare i loro corpi, ma in seguito capirono che era più vantaggioso creare essi stessi i corpi-ospiti, dando vita agli Isk. Inoltre, per assicurarsi che gli Iskoort risultassero un'unica creatura composta da due simbionti, gli Yoort fecero in modo che gli Isk non fossero in grado di vivere senza gli Yoort, e modificarono gli Yoort stessi, in modo che non fossero in grado di vivere senza gli Isk. A causa di queste caratteristiche, Crayak muove guerra contro di loro, per impedire che un giorno possano entrare in contatto con gli Yeerk e convincerli a rinunciare alla conquista di altri pianeti. L'aspetto degli Isk varia leggermente a seconda della mansione dell'Iskoort, ma in generale hanno tutti un volto allungato, arti tentacolati dotati di artigli e un torso dotato di ondulazioni simili a quelle di una fisarmonica. Hanno una bocca che serve solo per respirare, mentre per comunicare si esprimono telepaticamente. Il pianeta degli Iskoort è un fiorente mercato interplanetario e per questo il mestiere più importante sul pianeta degli Iskoort è quello del commerciante.[23]
- Leeran: sono l'unica specie senziente del pianeta Leera. Somigliano a dei grossi rospi e conducono un'esistenza anfibia. In virtù della loro capacità di leggere nel pensiero, diventano per gli Yeerk dei corpi-ospiti particolarmente appetibili. I Leeran si esprimono con linguaggio telepatico, anche se con caratteristiche leggermente diverse da quello degli Andaliti.[29][30]
- Nartec: è la seconda specie senziente presente sul pianeta Terra. I Nartec sono simili agli umani, ma sono dotati di piedi palmati e branchie. Abitano in un piccolo regno situato nel fondo dell'oceano e affermano di discendere dalle “creature della superficie”, ossia gli umani, e di essere diventati così in séguito a un atto di volontà suprema, quando il loro regno fu inghiottito dal mare (anche se la loro mutazione probabilmente è dovuta alla radioattività di alcune rocce presenti nel loro territorio). Essendo poco numerosi, nel corso dei secoli si sono ritrovati a essere tutti praticamente consanguinei, con l'accumularsi di mutazioni dannose che hanno portato all'accorciarsi della vita media e all'aumento della mortalità infantile. In un disperato tentativo di trovare nuovo materiale genetico, i Nartec sono soliti catturare i naufraghi che giungono nel loro regno e ucciderli, in modo da rimuovere da essi materiale organico, da cui poi estraggono il DNA. I Nartec sono governati dalla regina Soco, che, per distrarli dall'inevitabile fine della loro razza, ha instillato loro mire imperialistiche nei confronti dei territori in superficie.[31]
- Skrit Na: gli Skrit Na sono una specie composta da creature insettoidi chiamate Skrit, che rappresentano lo stadio larvale, e dai Na, che sono lo stadio adulto. I Na rispecchiano l'aspetto dei “grigi” e sono dediti a rapire e condurre esperimenti su diverse specie, tra cui gli umani. Ogni Skrit diventa un Na, avvolgendosi in un bozzolo per circa un anno.[14] Gli Skrit Na sono considerati dagli Yeerk una specie aliena di Classe Uno, cioè una specie che non è in grado di fornire corpi-ospiti.[2]
- The One: misteriosa creatura che compare alla fine dell'ultimo volume. Non si sa praticamente nulla di lui, a parte che è in grado di assorbire le altre creature facendole diventare in qualche modo parte di lui. Quando The One assorbe Ax gli Animorph rimasti in vita si riattivano per andare a salvarlo, ma l'esito della missione non verrà mai rivelato.[6]
- Ululanti: sono una specie creata da Crayak con lo scopo di seminare morte e distruzione in altri pianeti. Per facilitarli in questo compito Crayak li dotò di una mente estremamente infantile, in modo che non fossero in grado di avere una concezione del bene e del male.[23] Tra le varie specie annientate vi sono i Pemaliti, i creatori dei Chee.[22] Gli Ululanti hanno un aspetto umanoide con pelle simile a lava, mani dotate di artigli e occhi costituiti da due bulbi azzurri. Oltre a essere esperti nell'utilizzo di armi sia da taglio che da fuoco, gli Ululanti possiedono un'arma naturale rappresentata dal loro ululato, che è capace di provocare atroci dolori agli avversari. Nel volume L'attacco sette Ululanti vengono fatti scontrare con gli Animorph ed Erek il Chee dall'Ellimist e Crayak, in modo da decidere il destino della razza degli Iskoort.[23]

## Il potere della metamorfosi
Il potere della metamorfosi è una tecnologia sviluppata dagli Andaliti, che consente di assorbire il DNA di un animale tramite il contatto fisico e ottenere così il potere di trasformarsi in quell'animale. Questo potere viene acquisito tramite il contatto con il Dispositivo Escafil (dal nome del suo creatore), meglio noto come "Scatola Azzurra". L'oggetto ha in effetti l'aspetto di un piccolo cubo azzurro, e può trasmettere il potere della metamorfosi a qualunque persona o animale lo tocchi.
Una volta ottenuto il potere della metamorfosi basta toccare un qualunque animale (o anche un membro della propria specie) e concentrarsi in modo da assorbire un po' del suo DNA. Per trasformarsi occorre concentrarsi sull'animale di cui si vuole prendere la forma e il processo della metamorfosi avrà inizio. Il processo della metamorfosi non provoca dolore, ma talvolta può provocare nausea (a causa della trasformazione degli organi interni), prurito (se la metamorfosi prevede la crescita di una pelliccia o di penne) e la sensazione di precipitare nel vuoto (se ci si trasforma in un animale molto piccolo). Secondo quanto viene affermato da Ax nel volume L'androide quando ci si trasforma in un animale più piccolo la massa che si perde fluisce nello Spazio Zero, la dimensione nella quale passano le astronavi Andalite e Yeerk quando si spostano a una velocità superiore a quella della luce.
Una volta assunta la forma animale la mente senziente dell'umano o dell'Andalita che si è trasformato rimane in possesso delle proprie facoltà intellettive, ma a essa si aggiungono gli istinti dell'animale in cui ci si è trasformati, che possono prendere il sopravvento se non si è abbastanza concentrati. Esistono menti animali invase dalla furia, come quella del bufalo o del grizzly, menti pacifiche come quella della puzzola, menti costantemente invase dal terrore come quella della lucertola e del toporagno e anche menti gelide e calcolatrici come quella del serpente. La struttura mentale peggiore con cui fare i conti è quella degli insetti sociali, priva totalmente di individualità che, se ha il sopravvento su quella umana, può dare una sensazione di annullamento totale, come se si fosse morti.
In forma animale non si è di solito provvisti di una bocca o di corde vocali adatte a pronunciare parole, ma è possibile comunicare tramite il linguaggio telepatico, lo stesso usato dagli Andaliti (che sono sprovvisti di bocca). Nei primi libri della serie sembra che gli Andaliti perdano la capacità di comunicare telepaticamente quando sono in forma umana, ma in seguito questa affermazione viene smentita.
La forma animale assunta dopo la metamorfosi è una copia esatta dell'animale di cui si ha acquisito il DNA: viene ricopiata non solo la specie di appartenenza, ma anche l'età e il sesso dell'animale. Inoltre si entra in possesso delle capacità sensoriali dell'animale acquisito: vista, udito, olfatto possono peggiorare o migliorare, esattamente come possono essere persi.
Se ci si ferisce, anche gravemente, mentre si è in metamorfosi, ritornare al proprio corpo elimina totalmente le ferite, che non ricompaiono neanche se si riassume la forma animale, in quanto la metamorfosi si basa sul DNA e in esso non sono comprese le ferite. Per la stessa ragione la metamorfosi non copia ferite, mutilazioni o cicatrici dell'animale che si intende acquisire. Anche eventuali danni al proprio corpo umano vengono eliminati dalla metamorfosi.
È possibile inoltre includere nella metamorfosi capi d'abbigliamento, in modo da essere vestiti una volta tornati all'aspetto umano. Per la maggior parte della serie questo trucco funzionerà solo con indumenti molto aderenti come calzoncini da ciclista, calzamaglie e body, e solo in seguito gli Animorph impareranno a includere nella metamorfosi anche jeans o magliette.
Quando si è sotto metamorfosi non si può assorbire il DNA di nessuna specie e non è possibile passare da una metamorfosi a un'altra senza prima tornare al proprio corpo. Non si può, inoltre, assorbire il DNA di un animale se questo è in realtà un'altra creatura sotto metamorfosi.
Il pericolo maggiore della metamorfosi è la presenza di un limite di tempo corrispondente a poco più delle due ore terrestri. Se non si inverte la metamorfosi entro questo periodo di tempo non sarà mai più possibile tornare al proprio aspetto originario, né adottare altre metamorfosi. Nella lingua andalita una persona intrappolata in una metamorfosi è detta nothlit.

## I libri
I libri della serie principale che narra le vicende degli Animorph sono 54, ai quali si aggiungono alcuni libri speciali (4 Megamorphs, 4 Chronicles e 2 Alternamorphs) per un totale di 64 storie.
I libri sono narrati in prima persona da uno dei ragazzi, che varia secondo un preciso sistema di turni: Jake-Rachel-Tobias/Ax-Cassie-Marco, tranne che negli ultimi episodi in cui lo schema diventa Jake-Rachel-Tobias-Cassie-Marco-Ax.

### Pubblicazione in Italia
I volumi della serie principale sono stati tradotti e pubblicati in Italia dal maggio 1998 al luglio 2002 fino al numero 52 (Il sacrificio).
Nel 2002 Mondadori ha annunciato che non avrebbe pubblicato gli ultimi due numeri della serie, il numero 53, The Answer, e il numero 54, The Beginning, in quanto, secondo la casa editrice, “non aggiungevano nulla al finale" (nonostante sia evidente, al termine del volume numero 52, che la storia sia ancora in corso). Per anni è stata portata avanti una petizione per richiedere a Mondadori la pubblicazione dei numeri mancanti, mai accolta.
Una traduzione degli ultimi due libri (a cura dei fan della serie) è comunque disponibile gratuitamente su internet.
Segue la lista dei volumi pubblicati in Italia.
Serie Animorphs
1. L'invasione
2. L'ospite
3. L'incontro
4. Il messaggio
5. Il predatore
6. La cattura
7. Lo straniero
8. L'alieno
9. Il segreto
10. L'androide
11. Il disperso
12. La reazione
13. La trasformazione
14. Il mistero
15. La fuga
16. L'avvertimento
17. Il sotterraneo
18. La decisione
19. La partenza
20. La scoperta
21. La minaccia
22. La soluzione
23. Il tranello
24. L'astronave
25. Il gelo
26. L'attacco
27. L'abisso
28. L'esperimento
29. La malattia
30. Il patto
31. Il complotto
32. La scissione
33. L'illusione
34. La profezia
35. La proposta
36. La mutazione
37. La sostituzione
38. L'arrivo
39. La scatola
40. L'altro
41. Il familiare
42. Il viaggio
43. La prova
44. L'imprevisto
45. La rivelazione
46. L'inganno
47. La resistenza
48. Il ritorno
49. L'esilio
50. Le reclute
51. L'assoluto
52. Il sacrificio
53. The Answer (Inedito in Italia)
54. The Beginning (Inedito in Italia)

Serie speciale Alternamorphs
1. Il viaggio
2. The Next Passage (non è stato ancora tradotto).

### Altri
Non sono ancora state pubblicate in Italia due serie di volumi speciali:
Serie speciale Megamorphs
Nonostante il nome, i volumi Megamorphs sono quattro volumi perfettamente integrati nella trama e nei volumi regolari vi sono talvolta rimandi agli avvenimenti di questi quattro episodi. A differenza dei volumi numerati, nei Megamorphs le storie sono narrate da tutti e sei i protagonisti e non da uno solo. Nell'elenco seguente sono indicati i titoli dei quattro volumi Megamorphs e la loro posizione all'interno della cronologia della serie.
1. The Andalite's Gift (tra Lo straniero e L'alieno)
2. In The Time of Dinosaurs (tra La decisione e La partenza)
3. Elfangor's Secret (tra La malattia e Il patto)
4. Back to Before (tra L'altro e Il familiare)

Serie speciale Chronicles
La serie Chronicles narra di vicende avvenute prima dei fatti raccontati nella serie regolare e i volumi sono narrati da personaggi differenti dai cinque Animorph. Questi quattro volumi non sono comunque da considerarsi degli spin-off della serie classica, in quanto aprono storyline che poi vanno a confluire nei volumi numerati e, con l'eccezione di The Andalite Chronicles, contengono anche capitoli ambientati nel presente.
1. The Andalite Chronicles
2. The Hork-Bajir Chronicles
3. Visser
4. The Ellimist Chronicles

### Animorphs Classics
Nel 2010 la Scholastic annuncia l'intenzione di ripubblicare la serie con nuove copertine lenticolari e aggiornati riferimenti alla cultura pop. La nuova edizione è stata messa in commercio dal maggio 2011 al settembre 2012 ed è stata interrotta dopo l'ottavo volume a causa dello scarso successo commerciale.

## Ghostwriters
A partire dal numero 25 buona parte dei volumi della serie sono stati scritti da alcuni ghostwriter, su indicazioni di K.A. Applegate, che rimane autrice unica dei primi 24 volumi, dei numeri 26, 32, 53 e 54, e di tutti i Megamorphs e Chronicles.
- Jeffrey Zeuhinke: #25, #35
- Melinda Metz: #29, #34
- Elise Donner: #30, #46
- Kimberly Morris: #38, #48, #50, #52
- Ellen Geroux: #33, #41, #43, #45, #47
- Lisa Harkrader: #44, #49, #51
- Laura Battyanyi-Weiss: #27, #31, #39
- Emily Costello: #42, Alternamorphs #2
- Gina Gascone: #40
- Erica Bobone: #36
- Elise Smith: #37
- Amy Garvey: #28
- Tonya Alicia Martin: Alternamorphs #1